# Ladrilleras Zona Norte
Ladrilleras Zona Norte är en ort i Mexiko.   Den ligger i kommunen Chihuahua och delstaten Chihuahua, i den nordvästra delen av landet, 1 300 km nordväst om huvudstaden Mexico City. Ladrilleras Zona Norte ligger 1 489 meter över havet och antalet invånare är 184.
Terrängen runt Ladrilleras Zona Norte är kuperad åt sydost, men åt nordväst är den platt. Runt Ladrilleras Zona Norte är det ganska tätbefolkat, med 93 invånare per kvadratkilometer. Närmaste större samhälle är Chihuahua, 18,3 km söder om Ladrilleras Zona Norte. Omgivningarna runt Ladrilleras Zona Norte är i huvudsak ett öppet busklandskap.